# If You Wait
If You Wait is debuutalbum van de Britse indiepopband London Grammar, uitgebracht op 6 september 2013. Het album betekende meteen de internationale doorbraak voor de band.

## Achtergrondinformatie
De eerste opnames van het album vonden begin 2012 plaats. Het album kent een melancholisch, ingetogen geluid met gevoelige, introspectieve songteksten. De teksten gaan voornamelijk over het privéleven van zangeres Hannah Reid, en over haar moeilijke tienerjaren. Hierdoor duidde The Guardian het album aan als "het eerste quarter-life-crisis album".
Van het album verschenen zeven tracks op single: "Metal & Dust", "Wasting My Young Years", "Strong", "Nightcall", "Hey Now", "Sights" en "If You Wait". "Strong" leverde London Grammar een internationale hit op. "Nightcall" is een cover van de Franse dj Kavinsky.
Het album kreeg veelal positieve kritieken, vooral door de vocale kwaliteiten van Reid. Door het Britse tijdschrift Clash werd de stem van Reid vergeleken met Florence Welch van Florence and the Machine, Annie Lennox (Eurythmics) en Julee Cruise. Het album bereikte de 2e positie in de Britse albumlijst en was ook goed voor een top 10-notering in België, Frankrijk, Zwitserland, Ierland, Australië. In Nederland kende het album ook succes en bereikte het de 11e positie in de Album Top 100. Ook promootte Giel Beelen het album op 3FM en in De Wereld Draait Door. In de Vlaamse Ultratop 200 Albums schopte het album het tot de 7e positie.

## Tracklist
Alle nummers zijn geschreven door Hannah Reid, tenzij anders is aangegeven. Het album bestaat uit de volgende nummers:

| 1.                 | Hey Now                |                                       | 3:27 |
| 2.                 | Stay Awake             |                                       | 3:05 |
| 3.                 | Shyer                  |                                       | 3:07 |
| 4.                 | Wasting My Young Years |                                       | 3:24 |
| 5.                 | Sights                 |                                       | 4:13 |
| 6.                 | Strong                 |                                       | 4:35 |
| 7.                 | Nightcall              | Kavinsky, Guy-Manuel de Homem-Christo | 4:30 |
| 8.                 | Metal & Dust           |                                       | 3:38 |
| 9.                 | Interlude (live)       |                                       | 4:04 |
| 10.                | Flickers               | Hannah Reid, Dan Rothman              | 4:45 |
| 11.                | If You Wait            |                                       | 4:44 |
| Totale duur: 43:22 |                        |                                       |      |